# Paramanga Ernest Yonli
 (juin 2023).
Si vous disposez d'ouvrages ou d'articles de référence ou si vous connaissez des sites web de qualité traitant du thème abordé ici, merci de compléter l'article en donnant les références utiles à sa vérifiabilité et en les liant à la section « Notes et références ».
Paramanga Ernest Yonli (connu également sous le nom de Ernest Paramanga Yonli), né le 31 décembre 1956 à Tansarga, province de la Tapoa, est un homme d'État burkinabé. Il est Premier ministre du 6 novembre 2000 au 3 juin 2007 et président du Conseil économique et social du Burkina Faso jusqu'en mars 2015.
Il est membre du Congrès pour la démocratie et le progrès et grand officier de l'ordre national du Burkina Faso.

## Biographie
Paramanga Ernest Yonli est un descendant de la dernière dynastie du royaume gourmantché fondé à la fin du XIIIe siècle par des populations venues du Kanen-Bornou, région située à l’origine entre le Niger, le Nigéria et le Tchad. Cette dynastie, qui se confond avec l'histoire du peuple gourmantché situé à l'est du Burkina Faso, s'est subdivisée en trois lignées, à savoir celle de Yobri, de Tambaga et de Tansarga. Paramanga Ernest Yonli est issu d'une des familles régnantes de cette dernière lignée de Tansarga.
La société gourmantché est organisée en pouvoir centralisé composé d'une famille fondatrice, de ministres de la cour et du peuple. Ce pouvoir est régi selon des principes démocratiques parce que le chef ou le roi est désigné après un vote par alignement de tous les citoyens en âge adulte. L'arrière-grand-père, le grand-père et le père de Paramanga Ernest Yonli ont régné tour à tour à Tansarga dans le canton du Gobnangou. Aujourd'hui encore, c’est son frère aîné qui est le chef du village de Tansarga.
C’est dans cette société démocratique mais hiérarchisée, à la culture ouverte sur le monde extérieur (Haoussa, Djerma, Peulh, Mossi), qu'a été façonné Paramanga Ernest Yonli.
Il obtient son baccalauréat mathématique et sciences de la nature avec mention en 1976.
Au niveau universitaire, après une licence d'économie générale à l’université de Ouagadougou, il a été major de sa promotion en maîtrise en sciences économiques à l’université du Bénin au Togo puis a achevé cette formation par un doctorat d’État à l’université de Groningue aux Pays-Bas. Sa thèse portait sur les « Stratégies paysannes en matières de sécurité alimentaire et de commercialisation céréalière : le rôle des banques de céréales dans le Nord du plateau central du Burkina Faso ».
Paramanga Ernest Yonli est également spécialisé en économie internationale de l'université Panthéon-Sorbonne et développement et en économie agricole.
Marié à Safi, l'une des filles de l'ancien président Saye Zerbo (1980-1982), il est père de quatre enfants.

## Parcours professionnel
Après avoir exercé dans le domaine du management et de la gestion d’entreprise en France, il commence une carrière de chercheur à l'université de Ouagadougou de 1985 à 1994. Durant cette période, il est membre d'une équipe internationale de recherche pluridisciplinaire dont les travaux sont orientés sur les risques en agriculture dans les zones semi-arides. Ce groupe international de recherche dont le siège est basé en Europe rassemble des chercheurs de l'Union européenne et des pays de la CEDEAO comme le Ghana, le Burkina Faso, le Bénin, le Togo, la Côte d'Ivoire, etc. La thèse de doctorat d'État qu’il soutient en 1997 aux Pays-Bas est une suite logique des résultats de recherche de cette équipe internationale au Burkina Faso, notamment dans les provinces du Yatenga, du Sanmatenga, du Namentenga, du Bam et du Passoré. En octobre 1994, Paramanga Ernest Yonli est nommé parallèlement à sa fonction de chercheur, directeur général du Fonds national pour la promotion de l'emploi (FAPE). Il a pour mission, de réorganiser cette structure qui vise à promouvoir l'auto-emploi des jeunes diplômés sortant des universités et des écoles professionnelles du pays.
Bénéficiant d'un financement nouveau, Paramanga Ernest Yonli élargit les compétences du Fonds aux artisans et au secteur informel. Parallèlement, il entreprend une déconcentration du Fonds en ouvrant des guichets dans les 10 villes principales du Burkina autres que Ouagadougou et Bobo Dioulasso, démontrant ainsi son sens de l'innovation et de l'ouverture à la modernité

## Parcours politique
En 1992, lors des premières élections législatives consacrant le retour du Burkina à l'état de droit, Paramanga Ernest Yonli est pressenti pour diriger la liste de l’ODP-MT dans sa circonscription électorale de la Tapoa. Il décline l'offre pour des convenances personnelles mais conduit la campagne qui permet à son parti de remporter deux des trois sièges en compétition.
Lors des élections de la deuxième Législature de la 4e république en 1997, alors qu'il est parallèlement directeur de cabinet du Premier ministre Kadré Désiré Ouédraogo depuis 1996, il prend la tête de la liste du parti au pouvoir devenu Congrès pour la démocratie et le progrès (CDP). Il remporte les deux sièges dans sa circonscription, tout comme en 2002, en 2007 et en 2012.
Élu quatre fois député à l'Assemblée nationale (1997 à 2012), Paramanga Ernest Yonli ne pourra jamais siéger parce qu'il cumulera de hautes fonctions tout au long de cette période. D'abord directeur de cabinet du Premier ministre en 1996 comme nous le rappelions plus haut, ministre de la Fonction publique et de la Réforme de l'État en 1997, Premier ministre et chef du gouvernement en 2000, poste qu'il conserve pendant 7 ans, établissant ainsi le record de longévité à cette haute fonction dans son pays.
En 2007, il est nommé ambassadeur du Burkina auprès des États-Unis. Il est le premier ambassadeur à réunir l'ensemble de la communauté burkinabè résidant aux États-Unis, tout comme il se rend régulièrement à l’université de Houston au Texas afin de rendre visite à l’une des plus grosses communautés étudiantes burkinabè des États-Unis.
Il retourne au pays en 2012 pour occuper le poste de président du Conseil économique et social qu'il assume jusqu’en mars 2015.

## Actions pour le Burkina Faso

### Réussite de la mise en œuvre de la Réforme globale de l'administration publique (RGAP)
Lorsqu’en septembre 1997, le président Blaise Compaoré appelle Paramanga Ernest Yonli au poste de ministre de la Fonction publique, c’est pour lui confier le dossier tant redouté de la réforme globale de l'administration publique.  En effet, après plusieurs tentatives aussi bien avec les partenaires sociaux qu’avec les députés à l’Assemblée nationale, ce dossier n’aboutit pas alors même que le pouvoir a une majorité écrasante à l’Assemblée Nationale (101 députés sur 111). C’est le premier défi relevé par Paramanga Ernest Yonli. Arrivé en septembre 1997 comme indiqué plus haut, il organise les assises nationales de la réforme en décembre de la même année et réussit à faire adopter les trois lois consacrant la réforme globale de l'administration publique dès la première session de l’année 1998 de l'Assemblée nationale.

### Institutionnalisation du dialogue social
Pour mieux ancrer la réforme de la fonction publique, Paramanga Ernest Yonli mettra en place un cadre de concertation permanent entre les organisations syndicales et le gouvernement. Cette rencontre gouvernement-syndicats sera institutionnalisée à partir de 2000 lorsqu'il prend les rênes du gouvernement. Ces rencontres devenues annuelles permettent aux deux parties d’examiner chaque année la plateforme revendicative des organisations syndicales d’une part, d’évaluer les  actions du gouvernement visant la promotion et la valorisation du contenu de la réforme, d’autre part. L’institutionnalisation de cette rencontre a permis de réduire au maximum les conflits de travail et d’instaurer la confiance entre le gouvernement et les organisations des travailleurs, toutes choses qui ont renforcé la paix sociale, condition sine qua non du développement harmonieux des démocraties en construction.

### Institutionnalisation de la rencontre gouvernement-secteur privé
En juillet 2001 à Bobo Dioulasso, Paramanga Ernest Yonli décide en accord avec le monde des affaires, de l’institutionnalisation d’une rencontre d’échange entre le gouvernement et l’ensemble du secteur privé. Saluée par la chambre de commerce et les partenaires au développement, cette rencontre qui se tient chaque année dans la capitale économique, permet de partager les performances économiques et sociales du pays au cours des 12 mois écoulés, de prendre la mesure des difficultés et des goulots d’étranglement des différents secteurs économiques et de se projeter sur les 12 prochains mois. Cette rencontre, maintenue à ce jour est devenue un véritable instrument de la gouvernance économique au Burkina Faso parce qu’elle permet au gouvernement de mieux cibler ses interventions dans le secteur économique, en rapport avec les référentiels de planification économique à moyen et long terme.

### Forum national de la jeunesse et la Conférence annuelle des femmes
En s’inspirant des stratégies sectorielles des organisations internationales, c’est sous le gouvernement Yonli que le Burkina Faso décide d’aller au-delà des méthodes conventionnelles de gestion du genre pour organiser annuellement des rencontres consacrées à la femme et à la jeunesse en 2004. Ces rencontres se sont révélées être des moments d’introspection et de proposition pour prendre à bras le corps, les problèmes de promotion et de développement de ces deux groupes sociaux qui constituent plus de 70 % des actifs du pays.

### Élaboration de «Burkina 2025» et la relance du Schéma national d’aménagement du territoire (SNAT)
Lorsque Paramanga Ernest Yonli prend la tête du gouvernement à la fin de l’année 2000, il a trois gros chantiers :
1. ramener rapidement la paix après l’assassinat du journaliste Norbert Zongo ;
2. réussir la décentralisation ;
3. accélérer la mise en œuvre des réformes de réduction de la pauvreté.

Ces trois chantiers seront abordés avec une équipe gouvernementale composée en toute liberté par lui-même et soumis au président Blaise Compaoré qui l’a accepté sans grande modification. Cette équipe composée de technocrates, de politiciens et des acteurs de la société civile est allée au charbon comme l’avait souhaité son chef, en l’occurrence Paramanga Ernest Yonli.
Au niveau social, le dialogue a été utilisé comme instrument moteur pour créer les conditions de la pacification à travers l’appel à la tolérance et au patriotisme. Sur le chantier de la décentralisation, le gouvernement a choisi une démarche progressive dans le but de créer les meilleures conditions d’appropriation du processus par les cadres, les élus et les populations à la base.
Au niveau économique, il faut relever que durant le Gouvernement Yonli, la croissance économique passe d’un taux annuel oscillant entre 3 et 4 % à un taux allant entre 7 et 9 %.  
Sous le gouvernement Yonli, 13 régions ont été créées, regroupant les 4 provinces. Par ailleurs, le texte d’orientation de la décentralisation a permis le passage de 55 à 300 communes afin de permettre à la population de désigner sa gouvernance locale, ce qui a suscité le développement de la démocratie participative mais aussi un développement des économies locales.
Les programmes de lutte contre la pauvreté, sans atteindre tous les résultats escomptés ont permis d’élever le pays au rang de meilleur performeur économique dans la sous région de la part des partenaires multilatéraux.
Il faut également relever le programme décennal de développement de l’éducation qui a permis une accélération du taux d’alphabétisation. Sous son Gouvernement le taux de scolarisation est passé de 39 à 70 % en sept ans.
Enfin, les instruments de perception, d’évaluation et de réduction de la pauvreté sont devenus aujourd’hui des outils maîtrisés par les cadres de la planification et de la gouvernance économique. Toutes choses qui permettent de mieux orienter les projets et programmes de développement pour des résultats plus rapides et tangibles.
Tout cela est cristallisé à travers deux décisions majeures dont s’inspirent aujourd’hui la gouvernance économique et sociale du pays, à savoir : 
- inscrire le développement dans une perspective de long terme à travers l’élaboration d’une feuille de route nationale appelée BURKINA 2025.
- l'élaboration d’un cadre de visibilité globale appelé Schéma national d'aménagement du territoire qui organise le développement selon le potentiel régional dans le but  de valoriser au maximum les compétences différenciées des régions.

### Promotion économique du Burkina Faso à l’étranger
En 2004, Paramanga Ernest Yonli entame une tournée mondiale pour assurer la promotion économique du Burkina Faso. L’objectif de ces voyages est de fournir assez d’informations sur le potentiels économique du pays et accroitre ainsi son taux d’attractivité pour les investisseurs.
Dans cet esprit, il s’est rendu, accompagné de chefs d'entreprises,
- en avril 2004 à Genève, avec 50 hommes d'affaires.
- en octobre 2004, au Canada avec 80 hommes d’affaires. Séjour au cours duquel il a beaucoup insisté sur le potentiel minier aurifère du Burkina Faso.
- en avril 2005, en France, avec 70 hommes d’hommes d’affaires.
- en septembre 2005, en Malaisie, avec une cinquantaine d’hommes d’affaires également.

Le résultat le plus probant est consécutif à la visite au Canada. En effet, c’est au cours de ce séjour que des exploitations des mines d’or ont été mises en exploitation, dont la première mine aurifère à Taparko (province du Sanmatenga). En 2009, six mines d’or était exploitées, plaçant l'or au premier rang des produits d'importation du pays, devant le coton. À ce jour, un nouveau code minier est en cours d'adoption dans le but d'assurer un équilibre entre les profits des miniers, les bénéfices de l'État, et ceux des populations.

### Action au Conseil économique et social
Depuis 2012, dans le cadre de la présidence du Conseil économique et social, Paramanga Ernest Yonli a publié différents rapports dont :
- un rapport sur l’agriculture, qui a mis l’accent sur la nécessité de développer ce secteur au Burkina Faso.
- un second rapport sur l’or et sur la nécessité d’introduire un nouveau code minier à l’assemblée nationale.
- un troisième rapport sur la gouvernance et la défiance vis-à-vis de l’autorité publique. Quelles solutions pour une société de paix durable.

## Opposition à l'article 37
Tout en ayant rappelé, lors d’un meeting du CDP au stade du Quatre-Août, le caractère légal sur le plan juridique d’une 
telle procédure de réforme de la Constitution. Il a cependant fait part officiellement à l’automne 2014 dans un rapport public du Conseil économique et social, des risques politiques et sociaux liés à une telle réforme de la Constitution.

## Distinctions
- Membre de plusieurs organisations associatives
- Grand officier de l’ordre national
- Officier de l’ordre national
- Commandeur de l’ordre de l’Étoile brillante avec cordon spécial, de la République de Chine (Taïwan)